# Горюшкін Микола Іванович
Микола Іванович Горюшкін (рос. Николай Иванович Горюшкин; нар. 1 грудня 1915, Шарапкине — пом. 12 листопада 1945, Москва) — радянський офіцер, двічі Герой Радянського Союзу.

## Біографія
Народився 18 листопада [1 грудня] 1915 року в селі Шарапкиному (пізніше місто Свердловськ, нині Довжанськ Луганської області) в сім'ї шахтаря. Росіянин. Працював шахтарем.
У Червоній армії з 1937 року. У 1941 році закінчив Урюпінське військово-піхотне училище. На фронтах німецько-радянської війни з липня 1941 року. Воював на Південно-Західному, Брянському, Центральному, Воронезькому і інших фронтах.
Командував взводом, ротою, батальйоном, з квітня 1945 року був заступником командира 22-ї гвардійської мотострілецької бригади. Брав участь у Курській битві 1943 року, відвоюванні України, окупації Польщі. Член ВКП(б) з 1943 року.
При форсуванні Дніпра 23 вересня 1943 рота 22-ї гвардійської мотострілецької бригади (6-й гвардійський танковий корпус, 3-я гвардійська танкова армія, Воронезький фронт) під командуванням гвардії старшого лейтенанта Миколи Горюшкіна першою в полку переправилася на західний берег річки біля українського села Григорівки Канівського району Черкаської області захопила плацдарм і, в завзятому бою, втримала його до підходу головних сил, чим забезпечила загальний успіх частини і з'єднання.
З виходом до Одеру 23 січня 1945 року в районі населеного пункту Грошовіце (нині в межах міста Ополє, Польща) гвардії капітан Горюшкін М. І. несподівано для противника переправив свій батальйон на інший берег через шлюз. Діючи сміливо і рішуче, батальйон опанував важливим плацдармом і підготував переправу танків.
Трагічно загинув 12 листопада 1945 року. Будучи слухачем Військової академії в Москві, впав у проліт сходової клітки. Похований у Довжанську, в братській могилі меморіалу радянським воїнам, загиблим в роки війни.

## Нагороди
- Звання Героя Радянського Союзу з врученням ордена Леніна і медалі «Золота Зірка» (№ 2 125; Указ Президії Верховної Ради СРСР від 10 січня 1944 року; «за мужність і відвагу, проявлені в боях з німецько-фашистськими загарбниками»);
- Вдруге звання Героя Радянського Союзу (Указ Президії Верховної Ради СРСР від 10 квітня 1945 року; «за мужність і відвагу, проявлені в боях з німецько-фашистськими загарбниками при форсуванні річки Одер»);
- Нагороджений двома орденами Червоного Прапора (17 серпня 1943; 12 травня 1945), орденом Олександра Невського (29 квітня 1944), медалями, зокрема «За бойові заслуги» (26 вересня 1942)[2].

## Вшанування пам'яті
Бронзове погруддя Миколи Горюшкіна встановлене на його Батьківщині в місті Довжанську. Його ім'ям названа вулиця і стадіон у Довжанську.

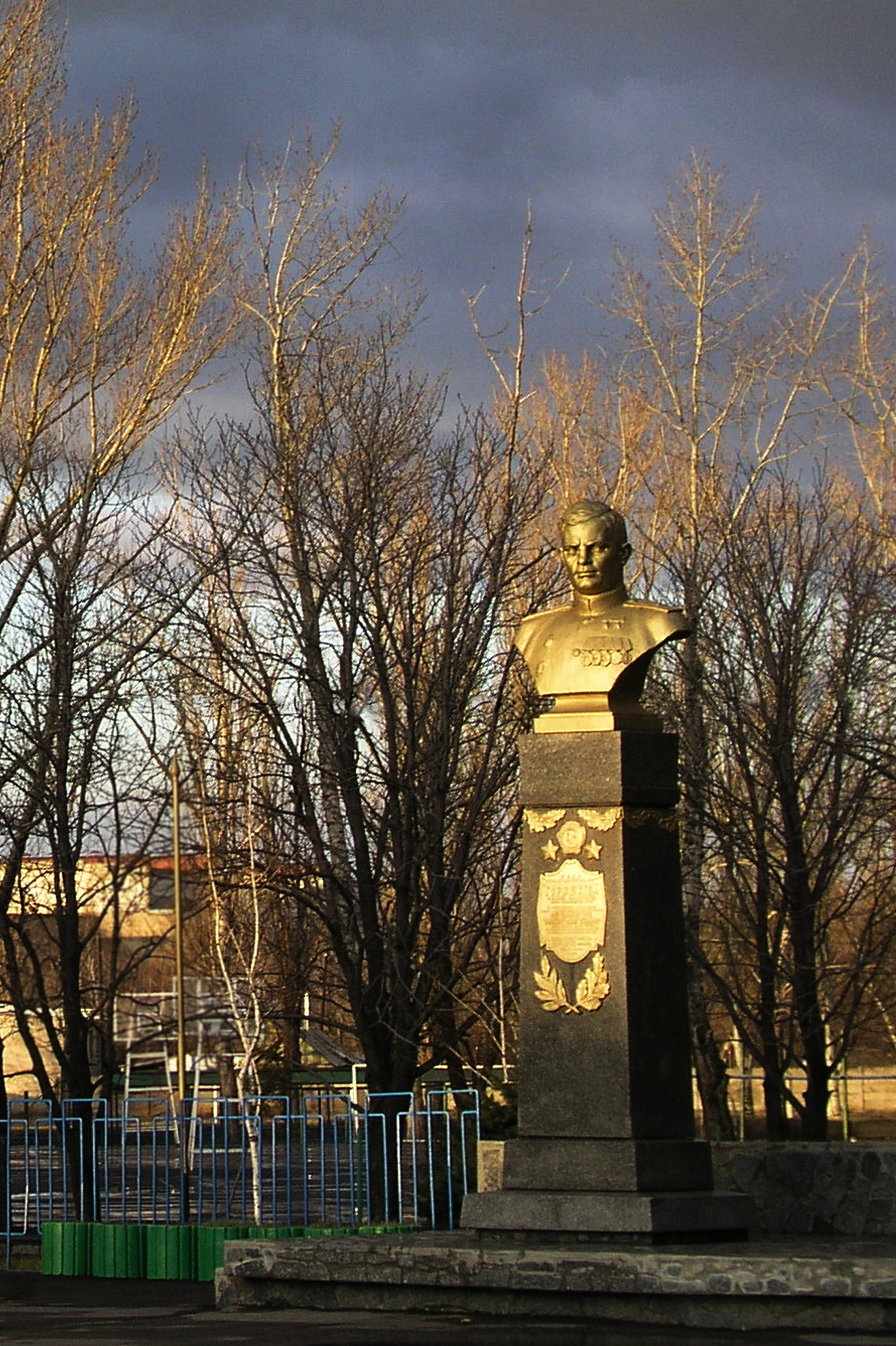
Погруддя у Довжанську.